# Kabinet-Frederiksen I
Het kabinet–Frederiksen I was de regering van het Koninkrijk Denemarken van 27 juni 2019 tot 15 december 2022.

## Kabinet–Frederiksen I (2019–2022)
| Ambtsbekleder            | Ambtsbekleder             | Ambtsbekleder                      | Functie                                                | Ambtstermijn     | Ambtstermijn     | Partij |
| ------------------------ | ------------------------- | ---------------------------------- | ------------------------------------------------------ | ---------------- | ---------------- | ------ |
|                          | Mette Frederiksen         | Mette Frederiksen (1977)           | Premier                                                | 27 juni 2019     | heden            | SD     |
|                          | Astrid Krag               | Astrid Krag (1982)                 | Minister van Binnenlandse Zaken                        | 27 juni 2019     | 21 januari 2021  | SD     |
|                          |                           | Kaare Dybvad (1984)                | Minister van Binnenlandse Zaken                        | 21 januari 2021  | 2 mei 2022       | SD     |
| Minister van Huisvesting |                           | Kaare Dybvad (1984)                |                                                        | 21 januari 2021  | 2 mei 2022       | SD     |
|                          |                           | Christian Rabjerg Madsen (1986)    | Minister van Binnenlandse Zaken                        | 2 mei 2022       | heden            | SD     |
| Minister van Huisvesting |                           | Christian Rabjerg Madsen (1986)    |                                                        | 2 mei 2022       | heden            | SD     |
|                          | Jeppe Kofod               | Jeppe Kofod (1974)                 | Minister van Buitenlandse Zaken                        | 27 juni 2019     | 15 december 2022 | SD     |
|                          | Nicolai Wammen            | Nicolai Wammen (1971)              | Minister van Financiën                                 | 27 juni 2019     | heden            | SD     |
|                          | Nick Hækkerup             | Nick Hækkerup (1968)               | Minister van Justitie                                  | 27 juni 2019     | 2 mei 2022       | SD     |
|                          | Mattias Tesfaye           | Mattias Tesfaye (1981)             | Minister van Justitie                                  | 2 mei 2022       | 15 december 2022 | SD     |
|                          | Simon Kollerup            | Simon Kollerup (1986)              | Minister van Industrie en Handel                       | 27 juni 2019     | heden            | SD     |
|                          | Trine Bramsen             | Trine Bramsen (1981)               | Minister van Defensie                                  | 27 juni 2019     | 4 februari 2022  | SD     |
|                          | Morten Bødskov            | Morten Bødskov (1970)              | Minister van Defensie                                  | 4 februari 2022  | 15 december 2022 | SD     |
|                          | Magnus Heunicke           | Magnus Heunicke (1975)             | Minister van Volksgezondheid                           | 27 juni 2019e    | 15 december 2022 | SD     |
|                          | Astrid Krag               | Astrid Krag (1982)                 | Minister van Sociale Zaken                             | 27 juni 2019     | 15 december 2022 | SD     |
|                          |                           | Peter Hummelgaard Thomsen (1983)   | Minister van Arbeid                                    | 27 juni 2019     | 15 december 2022 | SD     |
|                          |                           | Pernille Rosenkrantz- Theil (1977) | Minister van Onderwijs                                 | 27 juni 2019     | 15 december 2022 | SD     |
|                          | Ane Halsboe-Jørgensen     | Ane Halsboe- Jørgensen (1983)      | Minister van Hoger Onderwijs Wetenschap en Technologie | 27 juni 2019     | 16 augustus 2021 | SD     |
|                          |                           | Jesper Petersen (1981)             | Minister van Hoger Onderwijs Wetenschap en Technologie | 16 augustus 2021 | heden            | SD     |
|                          | Benny Engelbrecht         | Benny Engelbrecht (1970)           | Minister van Transport                                 | 27 juni 2019     | 18 november 2020 | SD     |
|                          | Trine Bramsen             | Trine Bramsen (1981)               | Minister van Transport                                 | 4 februari 2022  | 15 december 2022 | SD     |
|                          | Mogens Jensen             | Mogens Jensen (1963)               | Minister van Landbouw en Visserij                      | 27 juni 2019     | 18 november 2020 | SD     |
|                          | Rasmus Prehn              | Rasmus Prehn (1973)                | Minister van Landbouw en Visserij                      | 18 november 2020 | heden            | SD     |
|                          |                           | Lea Wermelin (1985)                | Minister van Milieu                                    | 27 juni 2019     | 15 december 2022 | SD     |
|                          | Morten Bødskov            | Morten Bødskov (1970)              | Minister voor Belastingen                              | 27 juni 2019     | 4 februari 2022  | SD     |
|                          |                           | Jeppe Bruus Christensen (1978)     | Minister voor Belastingen                              | 4 februari 2022  | heden            | SD     |
|                          | Dan Jørgensen             | Dan Jørgensen (1975)               | Minister voor Klimaat en Energie                       | 27 juni 2019     | 15 december 2022 | SD     |
|                          | Mattias Tesfaye           | Mattias Tesfaye (1981)             | Minister voor Immigratie en Integratie                 | 27 juni 2019     | 2 mei 2022       | SD     |
|                          |                           | Kaare Dybvad (1984)                | Minister voor Immigratie en Integratie                 | 2 mei 2022       | heden            | SD     |
|                          | Rasmus Prehn              | Rasmus Prehn (1973)                | Minister voor Ontwikkelings- samenwerking              | 27 juni 2019     | 18 november 2020 | SD     |
|                          | Flemming Møller Mortensen | Flemming Møller Mortensen (1963)   | Minister voor Ontwikkelings- samenwerking              | 18 november 2020 | heden            | SD     |
|                          | Joy Mogensen              | Joy Mogensen (1980)                | Minister voor Cultuur en Godsdienst                    | 27 juni 2019     | 16 augustus 2021 | SD     |
|                          | Ane Halsboe-Jørgensen     | Ane Halsboe- Jørgensen (1983)      | Minister voor Cultuur en Godsdienst                    | 16 augustus 2021 | 15 december 2022 | SD     |
|                          | Mogens Jensen             | Mogens Jensen (1963)               | Minister voor Noorse Samenwerking                      | 27 juni 2019     | 18 november 2020 | SD     |
|                          | Flemming Møller Mortensen | Flemming Møller Mortensen (1963)   | Minister voor Noorse Samenwerking                      | 18 november 2020 | heden            | SD     |

Kristensen ·
Hedtoft I ·
Hedtoft II ·
Eriksen ·
Hedtoft III ·
Hansen I ·
Hansen II ·
Kampmann I ·
Kampmann II ·
Krag I ·
Krag II ·
Baunsgaard ·
Krag III ·
Jørgensen I ·
Hartling ·
Jørgensen II ·
Jørgensen III ·
Jørgensen IV ·
Jørgensen V ·
Schlüter I ·
Schlüter II ·
Schlüter III ·
Schlüter IV ·
P.N. Rasmussen I ·
P.N. Rasmussen II ·
P.N. Rasmussen III ·
P.N. Rasmussen IV ·
A.F. Rasmussen I ·
A.F. Rasmussen II ·
A.F. Rasmussen III ·
L.L. Rasmussen I ·
Thorning-Schmidt I ·
Thorning-Schmidt II ·
L.L. Rasmussen II ·
L.L. Rasmussen III ·
Frederiksen I ·
Frederiksen II